# Compound Document Format
Pour les articles homonymes, voir CDF.
Compound Document Format (CDF) est un format de donnée développé par le W3C qui contient de multiples formats comme le SVG, XHTML, SMIL, XForms.
L'OpenDocument Foundation qui défendait initialement l'OpenDocument s'est rallié à ce format en décembre 2007, ce qui marque probablement la fin de cet organisme.